# Ikigaat
Ikigaat [ikiˈgaːt] (nach alter Rechtschreibung Ikigait; dänisch Østprøven) ist eine wüst gefallene grönländische Siedlung im Distrikt Nanortalik in der Kommune Kujalleq.

## Lage
Ikigaat liegt an der Südküste einer Halbinsel zwischen dem Illukasiip Tunua und dem Narsap Saqqaa. Am gegenüberliegenden Ufer des letzteren befindet sich 4,5 km nordöstlich Narsarmijit. Vor Ikigaat liegen mehrere kleine Inseln und Schären, von denen Umiuffik, Oqaatsortalissuaq und Qupaloraarsuttalik benannt sind.

## Geschichte
Ikigaat liegt an der Stelle des mittelalterlichen Herjólfsnes, das von den Grænlendingar gegründet worden war.
1834 wurde in Ikigaat der Udsted Østprøven gegründet, wofür zwei Häuser errichtet wurden. 1850 hatte Ikigaat 19 Einwohner, die vier Familien angehörten. Ikigaat ist der ursprüngliche Herkunftsort der bedeutenden Familie Chemnitz, da der Stammvater der Familie, Jens Carl Vilhelm Chemnitz (1811–1857), hier als Udstedsverwalter tätig war. Als 1877 der zu diesem Zeitpunkt tätige Udstedsverwalter starb, wurde kein Nachfolger gesucht und Ikigaat wurde ein Wohnplatz. Seine Witwe und seine Tochter blieben jedoch in Ikigaat wohnen. Er wurde um 1902 verlassen, nach dem Zweiten Weltkrieg aber erneut einige Zeit als Schäfersiedlung genutzt.

## Söhne und Töchter
- Jens Chemnitz (1853–1929), Pastor